# Kasciukouka (rejon homelski)
Kasciukouka (biał. Касцюкоўка; ros. Костюковка, Kostiukowka; pol. hist. Kościukówka) – wieś na Białorusi, w obwodzie homelskim, w rejonie homelskim, w sielsowiecie Jaromina.

## Historia
Dawniej wieś i folwark od 1862 należący do Nolkenów. W XIX i w początkach XX w. położona była w Rosji, w guberni mohylewskiej, w powiecie homelskim. Następnie w granicach Związku Sowieckiego. Od 1991 w niepodległej Białorusi.
Zachodnia część Kasciukouki, będąca dawniej osiedlem typu robotniczego, w 2016 została przyłączona do Homla.

## Transport
Znajduje się tu stacja kolejowa Kasciukouka, położona na linii Homel – Żłobin – Mińsk.